# Marchantia paleacea
Marchantia paleacea är en bladmossart som beskrevs av Antonio Bertoloni. Marchantia paleacea ingår i släktet lungmossor, och familjen Marchantiaceae. Inga underarter finns listade i Catalogue of Life.